# 476
476 је била преступна година.

## Догађаји
- 4. септембар — Одоакар је срушио Западно римско царство и постао први варварски краљ Италије свргавањем цара Ромула Аугустула.

- Одоакар, поглавица германских племена, посећује царску палату у Равени. Он моли Ореста (магистер милитум) да награди своје плаћенике за њихове услуге и њихову подршку његовој побуни годину дана раније, тако што ће испунити своје обећање да ће им дати земљу да се трајно населе у Италији. Орест одбија овај предлог и Одоакар води своје саплеменике у побуну.
- Василиск, римски узурпатор, је свргнут, а Зенон је враћен за цара Источног римског царства. Уз подршку свог саветника Ила, он опседа Цариград, али Сенат отвара капије, дозвољавајући му да поново преузме престо. Василиск бежи и затвара се у цркви, али предаје себе и своју породицу након што је извукао свечано обећање од Зенона да неће пролити њихову крв. Василиска шаљу у тврђаву у Кападокији, где касније умире од глади.
- 23. август – Одоакар, стар 43 године, проглашен је од стране својих трупа за рек Италиае („краља Италије“). Он води своју војску Острогота у долину Пада и напредује до Равене.
- 28. август – Одоакар је ухапсио Флавија Ореста код Пјаћенце и брзо га погубио.
- 4. септембар – Одоакар је збацио Ромула Августула, римског узурпатора Западног римског царства у Равени. Одоакар поштеђује дечаку живот и даје му пензију од 6.000 солида, али га протерује у „Цастеллум Лукуланум“, на острву Мегариде у Напуљском заливу. Овај догађај ће касније бити романтизован у западној књижевности и историји као пад Западног Рима, и традиционално га користе историчари за обележавање почетка европског средњег века.
- Јулије Непот, де јуре владар, правно постаје последњи „западноримски цар“. Он управља Далмацијом (Балкан), Мароком и северозападном Галијом до своје смрти 480. године, али нема ефективну власт на италијанском полуострву.
- Одоакар прелази преко Приморских Алпа са готском војском и упада у Провансу (Јужна Галија). Осваја градове Арл и Марсеј, после победоносне битке против Бургунда.
- Визиготи под краљем Еурихом марширају у Италију и трпе пораз од Одоакарових снага. Цар Зенон закључује мировни уговор између Гота и Одоакар предаје новоосвојену територију у Галији. Еурик се обавезује да неће предузимати даља непријатељства.
- Римски сенат тражи од Зенона да призна Јулија Непота као свргнутог и да сам преузме целокупно царство, укидајући 81-годишњу поделу царства на исток/запад и признајући Одоакрову власт у Италији. Зенон одбија први захтев, али именује Одоакра Патриција, дајући својој владавини царски легитимитет.
- Зенон признаје Вандалско краљевство у пуној величини, укључујући читаву западну Африку, Балеарска острва, Корзику, Сардинију и Сицилију. Краљ Гејзерих даје Сицилију, са изузетком града Лилибеја, Одоакру у замену за данак.
- Рођење Аријабате се традиционално сматра почетком класичног периода индијске математике и астрономије.
- Сјан Вен Ди, пензионисани цар Северног Веја, убија царица Фенг. Она преузима регентство над младим Ксиао Вен Ди.
- Петар Фулинг је враћен на трон патријарха Антиохије.

## Смрти
- 28. август — Флавије Орест, западноримски војсковођа

### Децембар
- Википедија:Непознат датум — Света мученица Томаида - хришћанска светитељка.